# NGC 862
NGC 862 est une vaste galaxie elliptique située dans la constellation du Phénix. NGC 862 a été découverte par l'astronome britannique John Herschel en 1834.

## Caractéristiques
Sa vitesse par rapport au fond diffus cosmologique est de 5 233 ± 21 km/s, ce qui correspond à une distance de Hubble de 77,2 ± 5,5 Mpc (∼252 millions d'al).
En raison d'une brillance de surface égale à 11,5  mag/am2, on peut qualifier NGC 862 de galaxie présentant une brillance de surface élevée.

## Groupe de NGC 862
La galaxie NGC 862 est la plus brillante d'un trio de galaxies. Les deux autres galaxies du groupe de NGC 862 sont NGC 822 et ESO 298-8.